# Az év bolgár labdarúgója
Az Év Bolgár Labdarúgója (bolgárul Футболист №1 на България, Futboliszt №1 na Balgarija) díjat minden évben a legjobb teljesítményt nyújtó bolgár labdarúgó kapja. A díjat 1961 óta osztják ki, a győztest újságírók választják meg.
A legtöbb díjat Dimitar Berbatov (2002, 2004, 2005, 2007, 2008, 2009, 2010) és Hriszto Sztoicskov (1989, 1990, 1991, 1992, 1994) nyerte, őket követi Hriszto Bonev (1969, 1972, 1973). A legtöbb győztest számláló klub a két rivális: a PFK Levszki Szofija és a PFK CSZKA Szofija 11-11 győztessel.

## Győztesek
| Év   | Labdarúgó                                                     | Poszt                                 | Klub                                                          |
| ---- | ------------------------------------------------------------- | ------------------------------------- | ------------------------------------------------------------- |
| 1961 | Georgi Najdenov                                               | Kapus                                 | PFK CSZKA Szofija                                             |
| 1962 | Ivan Kolev                                                    | Hátvéd                                | PFK CSZKA Szofija                                             |
| 1963 | Alekszandar Salamanov                                         | Hátvéd                                | PFK Szlavija Szofija                                          |
| 1964 | Nikola Kotkov                                                 | Csatár                                | PFK Lokomotiv Szofija                                         |
| 1965 | Georgi Aszparuhov                                             | Csatár                                | PFK Levszki Szofija                                           |
| 1966 | Alekszandar Salamanov                                         | Hátvéd                                | PFK Szlavija Szofija                                          |
| 1967 | Dimitar Penev                                                 | Hátvéd                                | PFK CSZKA Szofija                                             |
| 1968 | Szimeon Szimeonov                                             | Kapus                                 | PFK Szlavija Szofija                                          |
| 1969 | Hriszto Bonev                                                 | Csatár                                | PFK Lokomotiv Plovdiv                                         |
| 1970 | Sztefan Aladzsov                                              | Hátvéd                                | PFK Levszki Szofija                                           |
| 1971 | Dimitar Penev                                                 | Hátvéd                                | PFK CSZKA Szofija                                             |
| 1972 | Hriszto Bonev                                                 | Csatár                                | PFK Lokomotiv Plovdiv                                         |
| 1973 | Hriszto Bonev                                                 | Csatár                                | PFK Lokomotiv Plovdiv                                         |
| 1974 | Kiril Ivkov                                                   | Hátvéd                                | PFK Levszki Szofija                                           |
| 1975 | Kiril Ivkov                                                   | Hátvéd                                | PFK Levszki Szofija                                           |
| 1976 | Bozsidar Grigorov                                             | Csatár                                | PFK Szlavija Szofija                                          |
| 1977 | Pavel Panov                                                   | Középpályás/Csatár                    | PFK Levszki Szofija                                           |
| 1978 | Rumen Goranov                                                 | Kapus                                 | PFK Lokomotiv Szofija                                         |
| 1979 | Atanasz Mihajlov                                              | Csatár                                | PFK Lokomotiv Szofija                                         |
| 1980 | Andrej Zseljazkov                                             | Csatár                                | PFK Szlavija Szofija                                          |
| 1981 | Georgi Velinov                                                | Kapus                                 | PFK CSZKA Szofija                                             |
| 1982 | Radoszlav Zdravkov                                            | Hátvéd                                | PFK CSZKA Szofija                                             |
| 1983 | Sztojcso Mladenov                                             | Középpályás/Csatár                    | PFK CSZKA Szofija                                             |
| 1984 | Plamen Nikolov                                                | Hátvéd                                | PFK Levszki Szofija                                           |
| 1985 | Georgi Dimitrov                                               | Hátvéd                                | PFK CSZKA Szofija                                             |
| 1986 | Boriszlav Mihailov                                            | Kapus                                 | PFK Levszki Szofija                                           |
| 1987 | Nikolaj Iliev                                                 | Hátvéd                                | PFK Levszki Szofija                                           |
| 1988 | Ljuboszlav Penev                                              | Csatár                                | PFK CSZKA Szofija                                             |
| 1989 | Hriszto Sztoicskov                                            | Középpályás/Csatár                    | PFK CSZKA Szofija                                             |
| 1990 | Hriszto Sztoicskov                                            | Középpályás/Csatár                    | FC Barcelona                                                  |
| 1991 | Hriszto Sztoicskov                                            | Középpályás/Csatár                    | FC Barcelona                                                  |
| 1992 | Hriszto Sztoicskov                                            | Középpályás/Csatár                    | FC Barcelona                                                  |
| 1993 | Emil Kosztadinov                                              | Csatár                                | PFK CSZKA Szofija                                             |
| 1994 | Hriszto Sztoicskov                                            | Középpályás/Csatár                    | FC Barcelona                                                  |
| 1995 | Kraszimir Balakov                                             | Középpályás                           | Sporting CP / VfB Stuttgart                                   |
| 1996 | Trifon Ivanov                                                 | Hátvéd                                | SK Rapid Wien                                                 |
| 1997 | Kraszimir Balakov                                             | Középpályás                           | VfB Stuttgart                                                 |
| 1998 | Ivajlo Jordanov                                               | Hátvéd/Középpályás/Csatár             | Sporting CP                                                   |
| 1999 | Alekszandar Alekszandrov                                      | Középpályás                           | PFK Levszki Szofija                                           |
| 2000 | Georgi Ivanov                                                 | Csatár                                | PFK Levszki Szofija                                           |
| 2001 | Georgi Ivanov                                                 | Csatár                                | PFK Levszki Szofija                                           |
| 2002 | Dimitar Berbatov                                              | Csatár                                | Bayer 04 Leverkusen                                           |
| 2003 | Sztilijan Petrov                                              | Középpályás                           | Celtic FC                                                     |
| 2004 | Dimitar Berbatov                                              | Csatár                                | Bayer 04 Leverkusen                                           |
| 2005 | Dimitar Berbatov                                              | Csatár                                | Bayer 04 Leverkusen                                           |
| 2006 | Martin Petrov 2. Dimitar Berbatov 3. Sztilijan Petrov         | Középpályás/Csatár Csatár Középpályás | Atlético Madrid Tottenham Hotspur FC Aston Villa FC           |
| 2007 | Dimitar Berbatov 2. Martin Petrov 3. Georgi Petkov            | Csatár Középpályás/Csatár Kapus       | Tottenham Hotspur FC Manchester City FC PFK Levszki Szofija   |
| 2008 | Dimitar Berbatov 2. Georgi Petkov 3. Blagoj Georgiev          | Csatár Kapus Középpályás              | Manchester United FC PFK Levszki Szofija PFK Szlavija Szofija |
| 2009 | Dimitar Berbatov 2. Sztilijan Petrov 3. Blagoj Georgiev       | Csatár Kapus                          | Manchester United FC Aston Villa FC RFK Tyerek Groznij        |
| 2010 | Dimitar Berbatov 2. Ivelin Popov 3. Nikolaj Mihajlov          | Csatár Középpályás/Csatár Kapus       | Tottenham Hotspur FC Gaziantepspor FC Twente                  |
| 2011 | Nikolaj Mihajlov 2. Sztilijan Petrov 3. Dimitar Berbatov      | Kapus Középpályás Csatár              | FC Twente Aston Villa FC Manchester United FC                 |
| 2012 | Georgi Milanov 2. Ivan Ivanov 3. Sztaniszlasz Manolev         | Csatár Hátvéd                         | PFK Litex Lovecs FK Partizan PSV Eindhoven                    |
| 2013 | Ivan Ivanov 2. Ivelin Popov 3. Szvetoszlav Gyakov             | Hátvéd Középpályás                    | Basel, FK Partizan Kubany Krasznodar Ludogorec Razgrad        |
| 2014 | Vladiszlav Sztojanov 2. Szvetoszlav Gyakov . Dimitar Berbatov | Kapus Középpályás Csatár              | Ludogorec Razgrad Monaco                                      |
| 2015 | Ivelin Popov 2. Ivajlo Csocsev 3. Georgi Milanov              | Csatár Középpályás                    | Szpartak Moszkva Palermo CSZKA Moszkva                        |
| 2016 | Ivelin Popov 2. Szvetoszlav Gyakov 3. Vladiszlav Sztojanov    | Csatár Középpályás Kapus              | Szpartak Moszkva Ludogorec Razgrad                            |
| 2017 | Ivelin Popov 2. Martin Kamburov 3. Todor Nedelev              | Csatár Középpályás                    | Szpartak Moszkva Beroe Sztara Zagora Botev Plovdiv            |
| 2018 | Kiril Deszpodov 2. Georgi Petkov 3. Todor Nedelev             | Csatár Kapus Középpályás              | CSZKA Szofija Szlavija Szofija Botev Plovdiv                  |
| 2019 | Dimitar Iliev 2. Anton Nedyalkov 3. Vasil Bozhikov            | Csatár Hátvéd                         | Lokomotiv Plovdiv Ludogorec Razgrad Slovan Bratislava         |